# ジャッジ C.R.マグニー州立公園
ジャッジ C.R.マグニー州立公園（英語: Judge C.R.Magney State Park）は、アメリカ合衆国ミネソタ州クック郡に存在する州立公園である。

## 概要
ミネソタ州高速道路61号線沿いにあり、カナダ＝アメリカ合衆国国境からは、40kmと至近である。スペリオル湖北岸周辺にあるミネソタ州立公園であり、クラレンス・マグニーが名付けた。この公園内には、スペリオル湖へと流れ込むブルーレ川が流れており、その川にある滝の1つである通称「デビルズケトル」でも知られる。
地質的には、約11億年前に形成されたMidcontinent Rift Systemにある玄武岩や流紋岩から成っている。この層はおよそ1500mの厚さを持ち、約12°傾いている。:56

## デビルズケトル
本公園内には「デビルズケトル（英語: Devil's Kettle）」と呼ばれる滝が存在する。かつて、左側にある穴に入った流れがどこから排出されるかは不明であったが、2017年にミネソタ州天然資源局（英語: The Minnesota Department of Natural Resources）が発表した実験結果によると、下流において合流していると判明している。